# Župnija Nevlje
Župnija Nevlje je rimskokatoliška teritorialna župnija dekanije Kamnik nadškofije Ljubljana.
V župniji Nevlje so postavljene Farne spominske plošče, na katerih so imena vaščanov iz okoliških vasi (Briše, Hrib, Nevlje, Oševek, Poreber, Vrhpolje), ki so padli kot žrtve revolucionarnega nasilja v letih 1942-1945. Skupno je na ploščah 116 imen.